# Paial
Paial est une ville brésilienne de l'ouest de l'État de Santa Catarina.

## Géographie
Paial se situe par une latitude de 27° 15′ 08″ sud et par une longitude de 52° 29′ 53″ ouest, à une altitude de 425 mètres.
Sa population était de 1 763 habitants au recensement de 2010. La municipalité s'étend sur 86 km2.
Elle fait partie de la microrégion de Concórdia, dans la mésorégion Ouest de Santa Catarina.

## Villes voisines
Paial est voisine des municipalités (municípios) suivantes :
- Chapecó
- Seara
- Itá
- Itatiba do Sul dans l'État du Rio Grande do Sul
- Erval Grande dans l'État du Rio Grande do Sul